# Château de Tyresö
 (décembre 2023).
Si vous disposez d'ouvrages ou d'articles de référence ou si vous connaissez des sites web de qualité traitant du thème abordé ici, merci de compléter l'article en donnant les références utiles à sa vérifiabilité et en les liant à la section « Notes et références ».
Le château de Tyresö est un château situé dans la commune de Tyresö du comté de Stockholm, au sud de Stockholm, dans l'île/péninsule de Södertörn du Södermanland en Suède. Il fut construit dans les années 1630 par Gabriel Gustafsson Oxenstierna, tout comme l'église de Tyresö (en) à proximité. L'apparence actuelle du château est en grande partie due à l'importante rénovation conduite à partir de 1892 sous la direction de l'architecte Isak Gustaf Clason qui lui conféra un style romantique national. Lorsque son propriétaire de l'époque Claes Lagergren meurt en 1930, il fait don du château au musée nordique. Le domaine comprend un jardin à l'anglaise réalisé par Fredrik Magnus Piper (en), qui fut le premier en Suède.

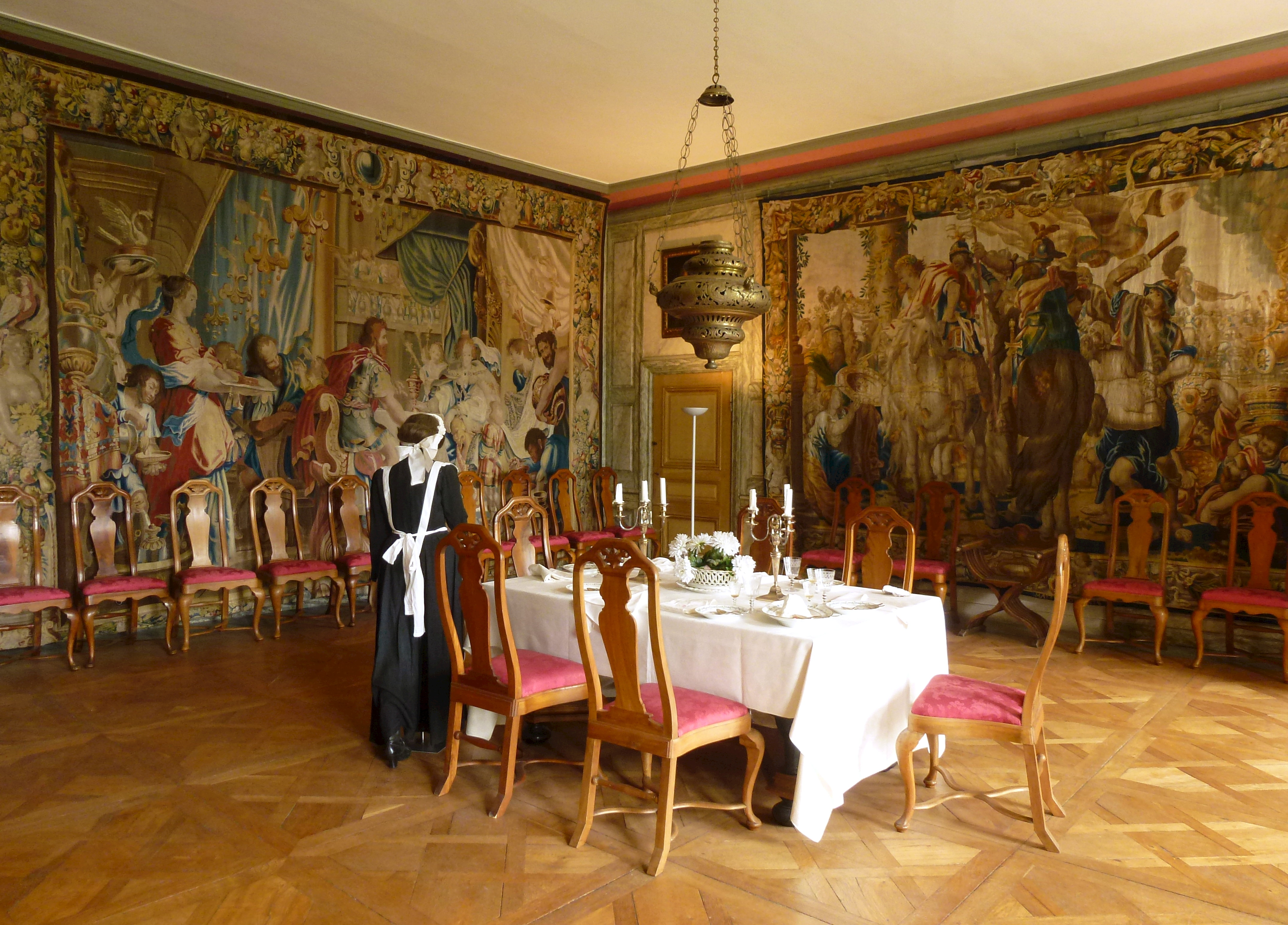
La grande salle à manger.